# Cramant
Cramant település Franciaországban, Marne megyében. Lakosainak száma 877 fő (2022. január 1.). Cramant Chouilly, Avize, Cuis, Grauves és Oiry községekkel határos.

## Népesség
A település népességének változása:
| Lakosok száma | 981  | 977  | 955  | 899  | 880  | 875  | 894  | 880  | 879  | 877  |
|               | 1968 | 1982 | 1990 | 2006 | 2013 | 2015 | 2017 | 2019 | 2020 | 2022 |